# Velden (Vils)

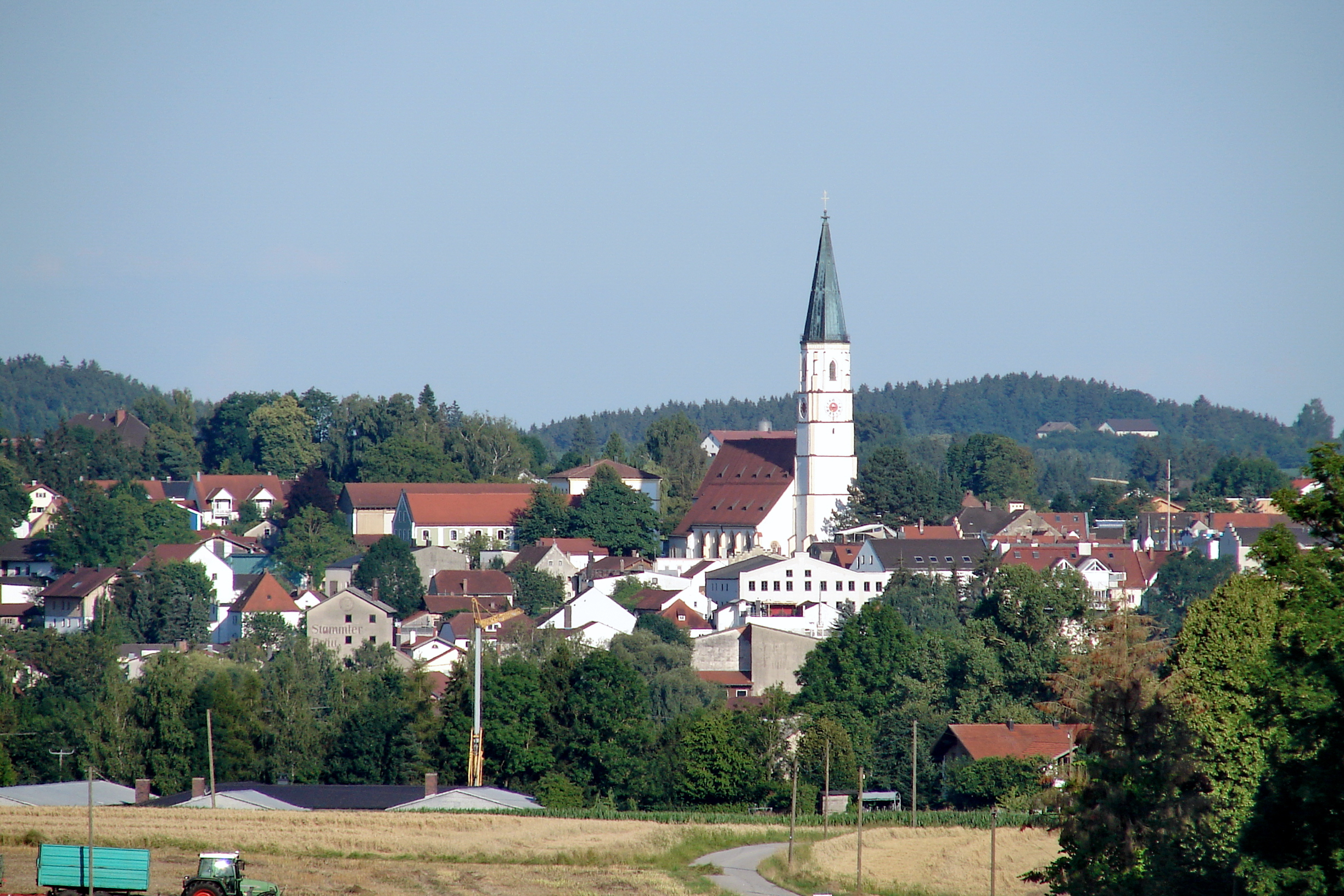
Ortsansicht von Westen

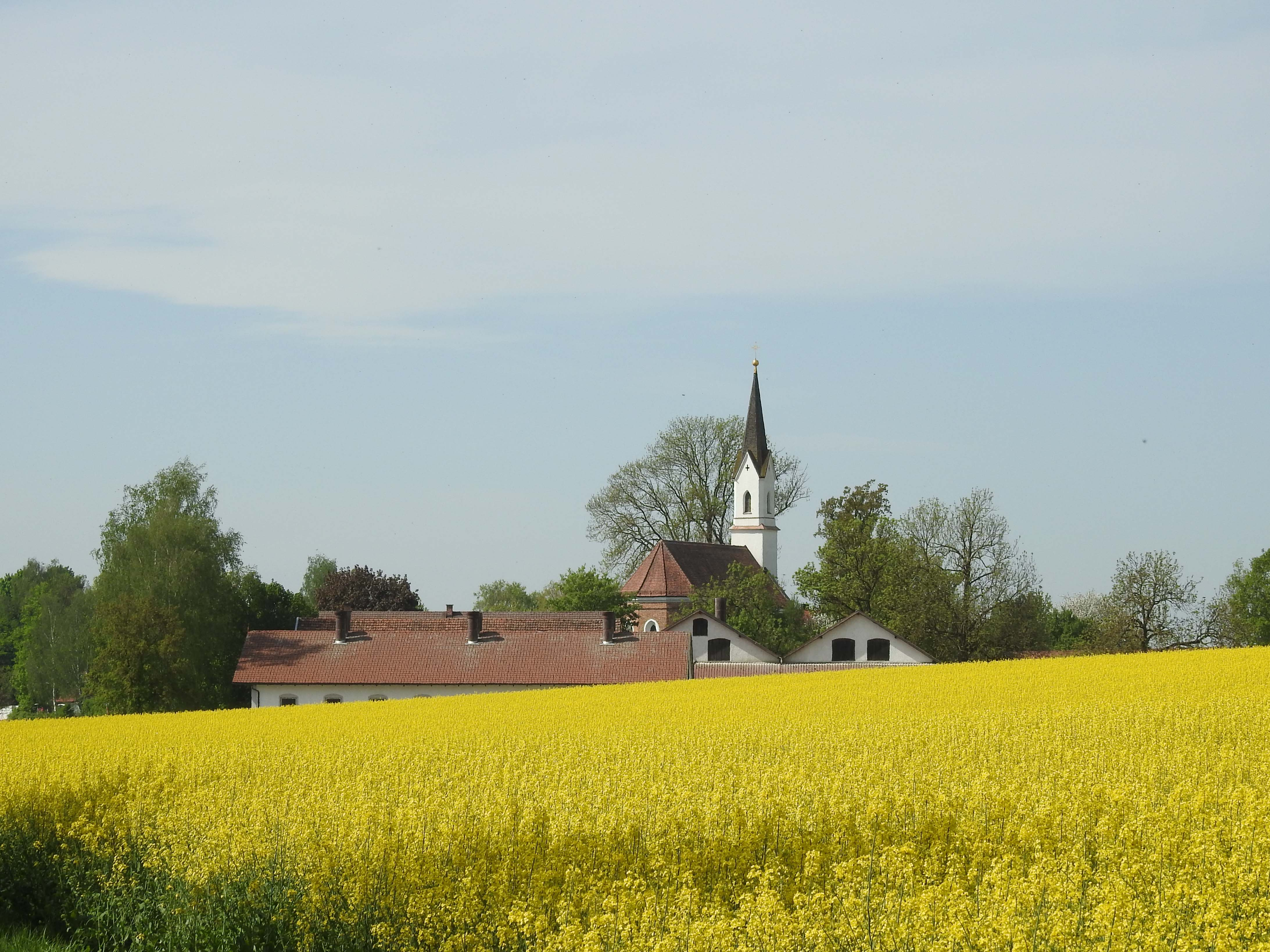
Ortsteil Kreuz

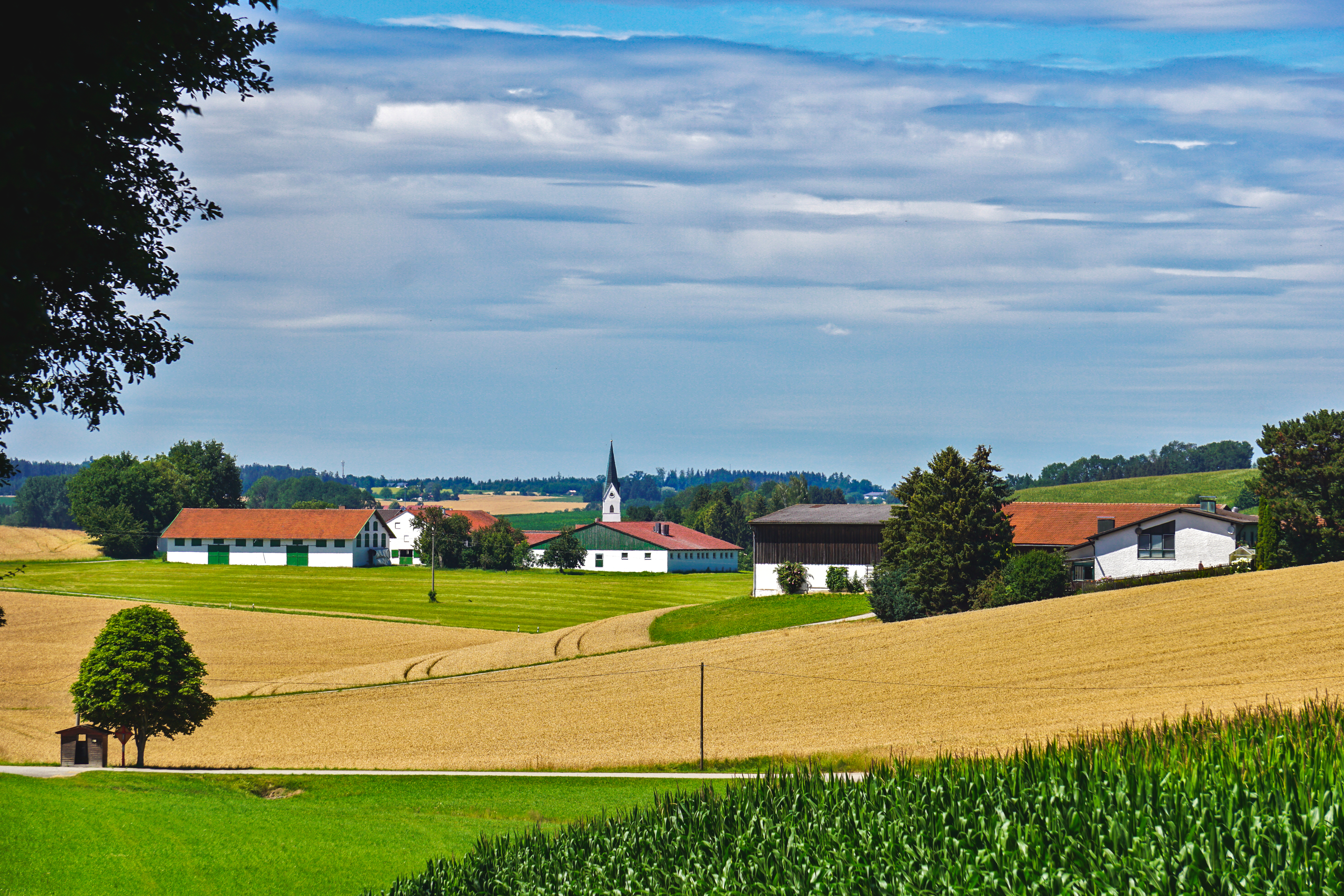
Ortsteil Erlach

Velden ([ˈfɛldn̩] ) ist ein Markt im niederbayerischen Landkreis Landshut und der Sitz der Verwaltungsgemeinschaft Velden. 

## Geographie

### Geographische Lage
Der Ort Velden liegt an der Großen Vils und ist rund 70 Kilometer von München und etwa 30 Kilometer von Landshut entfernt.

### Gemeindegliederung
Es gibt 130 Gemeindeteile:
- Aichelsberg
- Aign
- Alteberspoint
- Am Giglberg[3]
- Asching
- Asenreit
- Atzmannsdorf
- Babing
- Bach
- Bachmühle
- Baueröd
- Biedenbach
- Biedersdorf
- Birnkam
- Brandstätt
- Bruck
- Burg
- Burghab
- Eberlsöd
- Eberspoint
- Eggersgrub
- Eglso
- Eichten
- Einäuglmühle
- Elling
- Erlach
- Erzmannsdorf
- Exenberg
- Feuchten
- Fischbach
- Forsthof
- Futteröd
- Futtersöd
- Geratsfurth
- Giglberg
- Glocksberg
- Grünzing
- Gumpersberg
- Guntersberg
- Hackelsberg
- Hackenkam
- Haid
- Haideck
- Haldenweber
- Haselbach
- Heinhub
- Herrneck
- Hintelsberg
- Hinterkobl
- Hinteröd
- Hirschhof
- Hofbruck
- Höhenberg
- Holzen
- Holzen
- Holzhäuseln
- Hub
- Irreck
- Irrthal
- Kleinhaid
- Kleinvelden
- Koralden
- Kothlehen
- Kremshub
- Kreuz
- Kronwinkel
- Kühloh
- Lahn
- Lehen
- Leiten
- Lug
- Maierhof
- Maiersdorf
- Mariaberg
- Marsberg
- Martinsberg
- Miethal
- Mitterschweibach
- Mölling
- Moosing
- Nehaid
- Neunehaid
- Oberbabing
- Oberensbach
- Oberschweibach
- Obervilslern
- Ofen
- Paulusberg
- Pfenningsöd
- Pretzkobl
- Putzenberg
- Raffelberg
- Rimberg
- Ringofen
- Rothenwald
- Rothweg
- Rundthal
- Ruprechtsberg
- Sattelstatt
- Schafhausen
- Schapfthal
- Schlegelsreit
- Schmidten
- Schmitten
- Schöllamühle
- Schurfsöd
- Schwarzeck
- Schwarzmoos
- See
- Seidlthal
- Spindlhäusl
- Spitzlbach
- Stietenöd
- Stockham
- Straß
- Strohhof
- Unterensbach
- Unterschweibach
- Untervilslern
- Velden
- Viehweide
- Vils
- Vilssöhl
- Wagensberg
- Walding
- Walln
- Weiher
- Wildberg
- Willgrub
- Zweifurth

### Nachbargemeinden
- Bodenkirchen
- Buchbach
- Dorfen
- Geisenhausen
- Neufraunhofen
- Taufkirchen (Vils)
- Vilsbiburg
- Wurmsham

## Geschichte

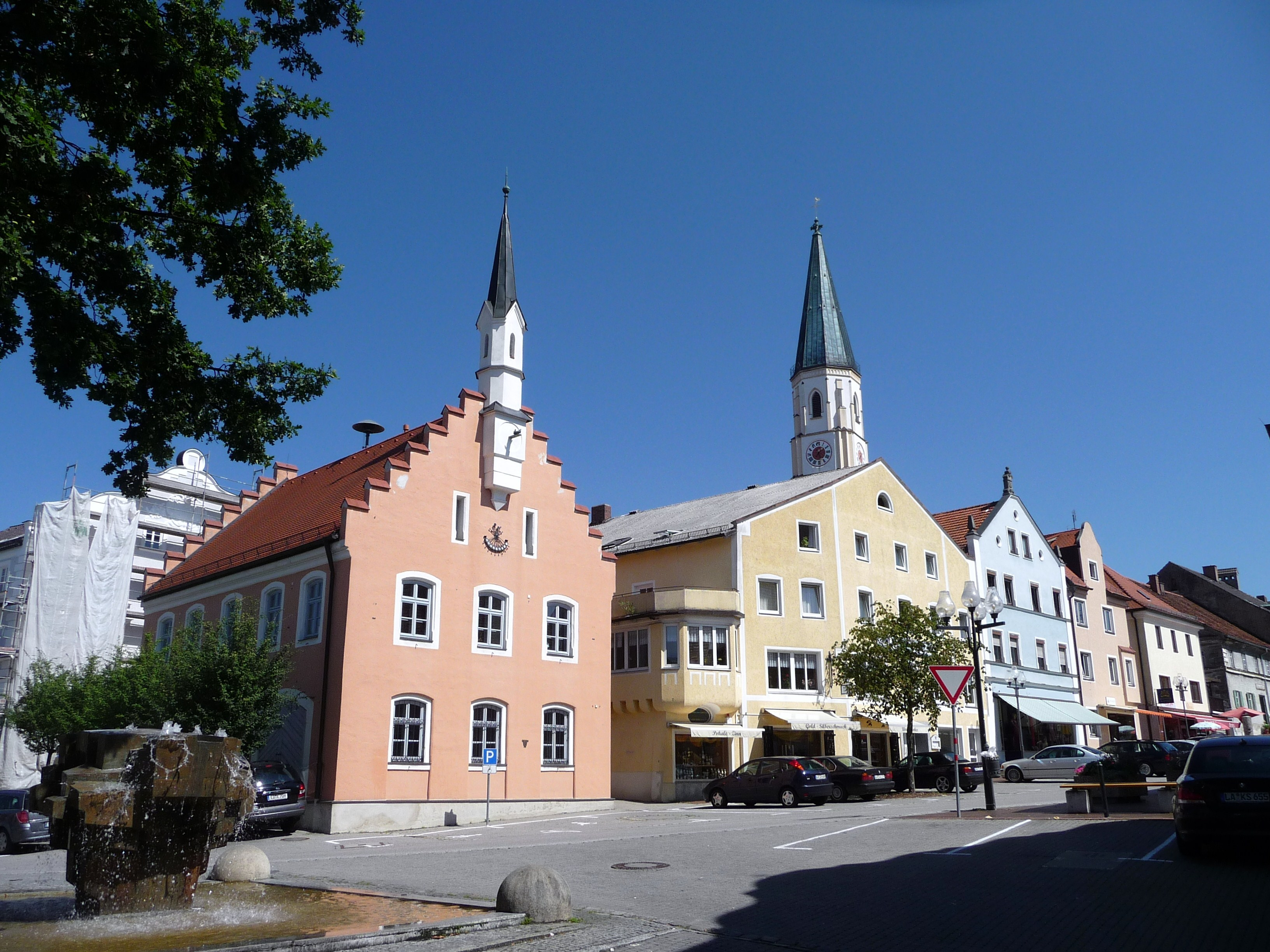
Der Marktplatz mit dem Rathaus von 1862

### Bis zum 18. Jahrhundert
Velden wurde erstmals 773 als Herzogshof „Feldin“ erwähnt. Vermutlich existierte Velden bereits vor 773, doch dies ist durch keine archäologischen Funde belegt. Die geografische Lage spricht dafür, dass die Gegend um Velden wahrscheinlich schon zu der Zeit bevölkert war, als das Vilstal noch von Urwald bedeckt war. Um das 8. Jahrhundert gehörte Velden zum Besitz des Herzogs Tassilo vom Geschlecht der Agilolfinger. Im Jahr 788 setzte Frankenkaiser Karl der Große den letzten agilofingischen Bayernherzog Tassilo ab und machte das bis dahin selbstständige Herzogtum Bayern zu einer Provinz des mächtigen Frankenreiches. 818 ließ der adlige Ellanmar neben der Vils eine Kapelle erbauen. Somit besaß das Verwaltungsgebiet Velden auch ein Kirchenzentrum.
Um 890 schenkte Aspert, der Kanzler des Frankenkönigs Arnulf, die Kapelle von Velden an das Kloster Sankt Emmeram in Regensburg. Daraus folgte ein gewichtiges Mitspracherecht des Bischofs von Regensburg in der Region. Velden gehörte zwar noch zum Bistum Freising, verlor aber seine Stellung als Königshof. Eine Urkunde vom 12. August 903 bestätigt, dass der Sohn des Kaisers Arnulf, Ludwig das Kind, den Königshof Velden mitsamt Leibeigenen, Gebäuden, Brücken, Wäldern und Wassern dem Bischof von Regensburg geschenkt hat.

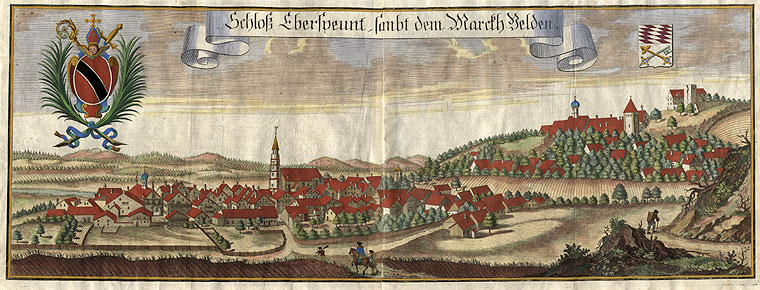
Michael Wening: Schloss Eberspoint und Markt Velden, Anfang 18. Jahrhundert

Die seit 1180 regierenden Wittelsbacher versuchten, ihr Territorium und ihre Macht auch in Velden auszuweiten. 1224 erwarben die Wittelsbacher die Vogtei in Eberspoint. 1295 wurde Velden erstmals als Hofmark erwähnt. Seit 1300 saß in Velden auch ein herzoglicher Amtmann, der im Auftrag des Landrichters zu Vilsbiburg die Verwaltung und das Hofmarksgericht im Orte leitete. Wann Velden zum Markt erhoben wurde, ist bis heute ungewiss, da keine Marktgründungsurkunde existiert.
In einer Gerichtsurkunde von 1394 werden die ersten Bürger von Velden genannt. Hierin wird ein Indiz dafür gesehen, dass Velden um diese Zeit bereits das Marktrecht besaß. Von einer bürgerlichen Selbstverwaltung kann man erst seit 1484 sprechen. 1498 war das Jahr des Baus des ersten Rathauses in Velden. Um 1450 wurde die stattliche Pfarrkirche errichtet, die seitdem als Wahrzeichen des Ortes im Vilstal weithin sichtbar ist. Herzog Ludwig X. (Bayern) verlieh 1516 dem Ort das Marktwappen.
Im 14. und 15. Jahrhundert brachten Pestepidemien, der Landshuter Erbfolgekrieg (1503–1505) sowie der Dreißigjährige Krieg Not und Elend. Vom 19. bis 22. Juni 1633 wüteten, plünderten und verwüsteten schwedische Truppen den Markt. Viele Verwundete und Tote waren zu beklagen. Velden wurde zu dieser Zeit so sehr beschädigt und gebrandschatzt, dass der Ort noch im 19. Jahrhundert in einem miserablen Zustand war.

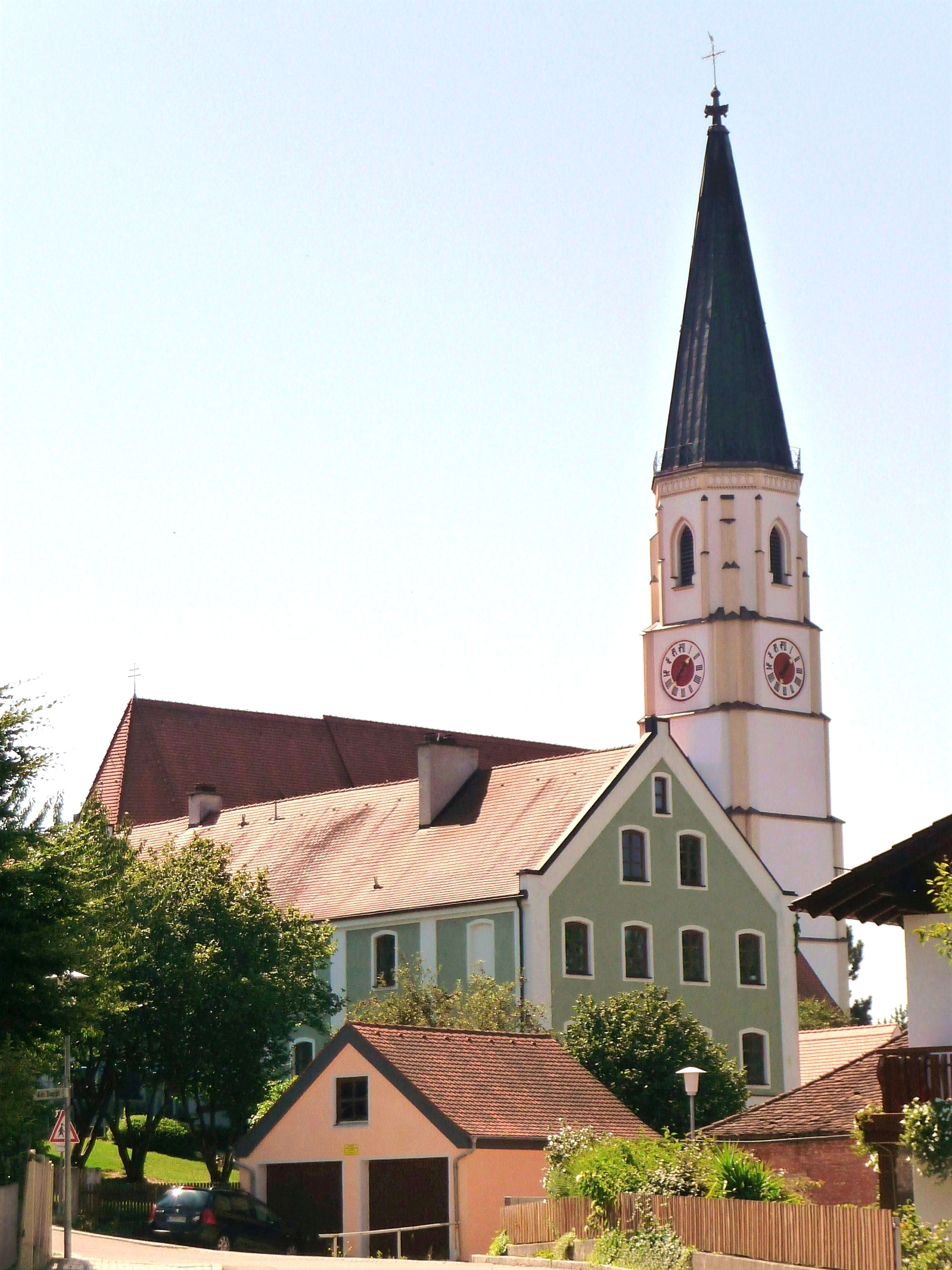
Die Pfarrkirche St. Peter

### 19. Jahrhundert
Im Jahr 1830 standen in Velden 167 Häuser sowie die Pfarrkirche, das Rathaus, ein Benefiziatenhaus, das Schulhaus, das Armenhaus, sechs Brauereien, sechs Branntweinbrennereien, ein Weinhaus, zwei Bierwirtshäuser, eine Ziegelhütte und eine Getreidemühle.
1865 wurde Velden von einer verheerenden Brandkatastrophe heimgesucht. Die meisten Holzhäuser wurden zu Schutt und Asche. Nach zweijähriger Bauzeit wurde Heiligabend 1898 die Bahnlinie mit Zustimmung des Prinzregenten Luitpold von Bayern ihrer Bestimmung übergeben.

### 20. und 21. Jahrhundert
Während der beiden Weltkriege: Unheil und Nationalsozialismus „kontrollieren“ den Markt. Nach mühsamen Nachkriegsjahren, in denen viele Flüchtlinge und Vertriebene unterzubringen waren, folgte in den 1960er Jahren der Aufschwung.
- 1957: Das erste Volksfest wird abgehalten
- 1968: Wegen Unrentabilität wird der Personenverkehr auf der Bahnstrecke Dorfen–Velden eingestellt

Am 1. Mai 1978 wurde die Verwaltungsgemeinschaft Velden (Vils) mit den Mitgliedsgemeinden Velden, Wurmsham und Neufraunhofen gebildet.

### Eingemeindungen
Am 1. Januar 1972 wurde die Gemeinde Babing mit Baueröd, Eberlsöd, Eggersgrub, Eichten, Erlach, Futteröd, Giglberg, Haid, Hinteröd, Irreck, Lahn, Nehaid, Oberbabing, Putzenberg, Rimberg, Schlegelsreit, Schöllamühle, Spindlhäusl, Spitzlbach, Stietenöd, Vils, Walding und Willgrub freiwillig eingegliedert.
Am 1. Januar 1976 kam der größere Teil der aufgelösten Gemeinde Ruprechtsberg (Ruprechtsberg, Asching, Biedenbach, Burg, Erzmannsdorf, Geratsfurth, Glocksberg, Grünzing, Gumpersberg, Hackenkam, Haid, Holzen, Kühloh, Mariaberg, Rothenwald, Rundthal, Schafhausen, See, Straß, Strohhof, Walln) ebenfalls freiwillig hinzu.
Am 1. Mai 1978 folgten die Gemeinde Eberspoint mit Alteberspoint, Asenreit, Bachmühle, Birnkam, Elling, Forsthof, Haselbach, Lug, Martinsberg, Raffelberg und Reit sowie Teile der Gemeinden Vilslern (Untervilslern, Aichelsberg, Bach, Brandholzen (mit Holzen verbunden), Burghab, Giglberg, Hofbruck, Holzhäuseln, Hub, Marsberg, Mölling, Obervilslern, Ofen, Pfenningsöd, Sattelstatt, Schapfthal, Stockham, Vilssöhl, Zeil), Holzhausen (Schweibach, Weiher), Neufraunhofen (Aign, Atzmannsdorf, Biedersdorf, Bruck, Einäuglmühle, Hackelsberg, Haid, Haideck, Hintelsberg, Kleinvelden, Koralden, Kreuz, Kronwinkel, Viehweid) und Felizenzell (Brandstätt, Eglso, Exenberg, Feuchten, Fischbach, Guntersberg, Herrneck (teilweise), Hinterkobl, Hirschhof, Höhenberg, Irrthal, Kothlehen, Kremshub, Lehen, Leiten, Maierhof, Maiersdorf, Miethal, Moosing, Neunehaid, Oberensbach (Bax), Paulusberg, Pretzkobl, Rothweg, Schmitten, Schurfsöd, Schwarzeck, Schwarzmoos, Seidlthal, Unterensbach (Fang), Wagensberg, Zweifurth).

### Einwohner
Gemäß Bayerischem Landesamt für Statistik  haben sich die Einwohnerzahlen jeweils zum 31. Dezember eines Jahres wie folgt entwickelt:
| Stand | Einwohner |
| ----- | --------- |
| 1960  | 4324      |
| 1970  | 4259      |
| 1980  | 4404      |
| 1990  | 5117      |
| 1995  | 5797      |
| 2000  | 6375      |
| 2001  | 6468      |
| 2002  | 6471      |

| Stand | Einwohner |
| ----- | --------- |
| 2003  | 6479      |
| 2004  | 6506      |
| 2005  | 6501      |
| 2006  | 6524      |
| 2007  | 6566      |
| 2008  | 6586      |
| 2009  | 6510      |
| 2010  | 6572      |

| Stand | Einwohner |
| ----- | --------- |
| 2011  | 6589      |
| 2012  | 6534      |
| 2013  | 6535      |
| 2014  | 6581      |
| 2015  | 6603      |
| 2016  | 6548      |
| 2017  | 6590      |
| 2018  | 6576      |

| Stand | Einwohner |
| ----- | --------- |
| 2019  | 6605      |
| 2020  | 6607      |
| 2021  | 6677      |
| 2022  | 6693      |
| 2023  | 6647      |

Seit 1972, dem Jahr der Gemeindereform, hat sich die Einwohnerzahl bis 2015 um 2610 Personen erhöht. Das entspricht einem Wachstum von 60,80 Prozent. In den letzten zehn (fünf) Jahren wuchs die Einwohnerzahl um 5,81 (4,77) Prozent.
| Alter         | Einwohner nach Alter |
| ------------- | -------------------- |
| jünger als 18 | 18,5 %               |
| 18 bis 29     | 14,3 %               |
| 30 bis 49     | 31,2 %               |
| 50 bis 64     | 18,5 %               |
| älter als 65  | 17,5 %               |

## Politik
Acht Monate nach Kriegsende fanden am 27. Januar 1946 die ersten Kommunalwahlen (Gemeinderatswahlen) in den kreisangehörigen Gemeinden Bayerns statt. In den Monaten April und Mai 1946 folgten dann noch die ersten Wahlen der Bürgermeister, Landräte sowie Kreistage. 2006 wurde das 60-jährige Jubiläum begangen.
Der Markt Velden ist Mitglied in folgenden Zweckverbänden:
- Regionaler Planungsverband Landshut
- Schulverband -Mittelschule- Buchbach
- Schulverband Pauluszell
- Schulverband Velden
- Zweckverband zur Wasserversorgung der Binatal-Gruppe

Velden gehört zur Verwaltungsgemeinschaft Velden.
| Gemeinde      | Wappen | Fläche km² | Einwohner 31. Dezember 2023 | EW-Dichte EW je km² | Höhe über NHN |
| ------------- | ------ | ---------- | --------------------------- | ------------------- | ------------- |
| Neufraunhofen |        | 17,94      | 1.115                       | 62                  | 495           |
| Velden        |        | 49,4       | 6.617                       | 134                 | 477           |
| Wurmsham      |        | 28,14      | 1.414                       | 50                  | 480           |

Die Verwaltungsgemeinschaft Velden erbringt 304 verschiedene behördliche Leistungen.

### Gemeinderat
Der Gemeinderat besteht aus dem ersten Bürgermeister und 20 Marktgemeinderatsmitgliedern.
Die Sitzverteilung seit 1. Mai 2020 ist wie folgt:
- CSU 7 Sitze
- Freie Wähler 5 Sitze
- Unabhängige Liste 4 Sitze
- SPD 3 Sitze
- FDP 1 Sitz

Durch die Gemeinderatswahl 2020 erhöhte sich der Frauenanteil im Gremium von sechs auf acht. Die Wahlbeteiligung lag bei 58,0 Prozent.

### Bürgermeister
Bis zum Jahr 1806 wurde die Marktgemeinde von einem Kämmerer, einem Vizekämmerer, einem Marktschreiber, vier Ratsfreunden, sowie neun Ausschussmitgliedern verwaltet. Danach bestand die Verwaltung aus einem ehrenamtlichen Bürgermeister, vier Ratsfreunden und vier Ausschussmitgliedern. Seit dem 1. Juli 1972 ist das Amt des Bürgermeisters eine hauptamtliche Tätigkeit. Somit ist Josef Kerscher (CSU) der erste Amtsbürgermeister Veldens. Von 1996 bis 2014 war Gerhard Babl (SPD) Bürgermeister des Marktes Velden. Bei den Kommunalwahlen 2008 wurde er im Amt bestätigt. Die erste Runde der Kommunalwahl 2014 ergab keine absolute Mehrheit für einen der drei Kandidaten. Am 30. März 2014 wurde Ludwig Greimel (Freie Wähler) in einer Stichwahl zum Bürgermeister des Marktes Velden gewählt. Bei der Kommunalwahl 2020 wurde Ludwig Greimel erneut zum Bürgermeister des Marktes Velden gewählt
Ehemalige Bürgermeister
| Amtszeit           | Bürgermeister             | Beruf                   |
| ------------------ | ------------------------- | ----------------------- |
| 1807–???           | Joseph Stierzlhammer      |                         |
| ???–1818           | Johann Nepomuck Hamberger |                         |
| 1818–???           | Michael Götschl           |                         |
| ???–1830           | Johann Nepomuck Hamberger |                         |
| 1830–1833          | Michael Hutter            |                         |
| 1833–1839          | Joseph Thaller            |                         |
| 1842–1848          | Joachim Wacker            |                         |
| 1848–1859          | Zacharias Diringer        |                         |
| 1860               | Joseph Schweller          |                         |
| 1860–1866          | Mathias Orelli            |                         |
| 1867–1881          | Mathias Barth             | Lebzeltermeister        |
| 1882–1887          | Bernhard Grandauer        | Glasermeister           |
| 1888–1893          | Ludwig Angstl             | Konditormeister         |
| 1894–1919          | Joseph Schweller          | Gold- und Silberschmied |
| 1920–1933          | Max Waxenberger           | Wagnermeister           |
| 1933–1937          | Wilhelm Fischer           | Eisenwarenkaufmann      |
| 1937–1942          | Joseph Maurer             | Kaufmann                |
| 1942               | Georg Ehrenthaler         | Landwirt                |
| 1942–1945          | Georg Beckenbauer         | Bäckermeister           |
| 1945–1948          | Gabriel Fruhmann          | Kaufmann                |
| 1948–1952          | Georg Schmittner          | Getreidehändler         |
| 1952–1966          | Joseph Böckl              | Kaufmann                |
| 1966–1971          | Johann Reiter             | Steuerbevollmächtigter  |
| 1971–30.4.1996     | Josef Kerscher            | Amtsbürgermeister       |
| 1.5.1996–30.4.2014 | Gerhard Babl              | Amtsbürgermeister       |
| seit 1. Mai 2014   | Ludwig Greimel            | Amtsbürgermeister       |

### Wappen
| | Blasonierung: „Unter Schildhaupt mit den bayerischen Rauten gespalten von Gold und Silber, darauf schräg gekreuzt ein roter Schlüssel und ein grüner Schlüssel mit kleeblattförmigem Bart.“ |
| Wappenbegründung: Die 21 Rauten im Schildhaupt symbolisieren die herzogliche Landesherrschaft der Wittelsbacher. Die gekreuzten Schlüssel verweisen auf das Hochstift Regensburg, dem der Ort bis 1438 gehörte. Die gegen die heraldischen Regeln verstoßende Kombination der Feldfarben Gold und Silber beziehen sich auf die Farben der Schlüssel des heiligen Petrus, des Patrons des Regensburger Doms und der Pfarrkirche Velden. Die eigenartige Kleeblattform des einen Schlüsselbartes war wohl nur eine Gestaltungsidee ohne weitere Bedeutung. Das Wappen blieb im Siegel bis heute unverändert; in der heraldischen Literatur findet sich im 16. Jahrhundert (Orlando-Kodex, Apian) auch ein Fantasiewappen (drei lange schmale Blätter); im 19. Jahrhundert wurde der grüne Schlüssel gelegentlich als Palmwedel missgedeutet. | |

### Gemeindepartnerschaften
- Seit dem Jahr 1976 besteht eine Partnerschaft mit der norditalienischen Gemeinde Roana in der Provinz Venetien.[16]
- 1986 wurde eine weitere Partnerschaft mit der französischen Gemeinde Aigrefeuille nahe der Atlantikküste geschlossen.[17]

## Kultur und Sehenswürdigkeiten

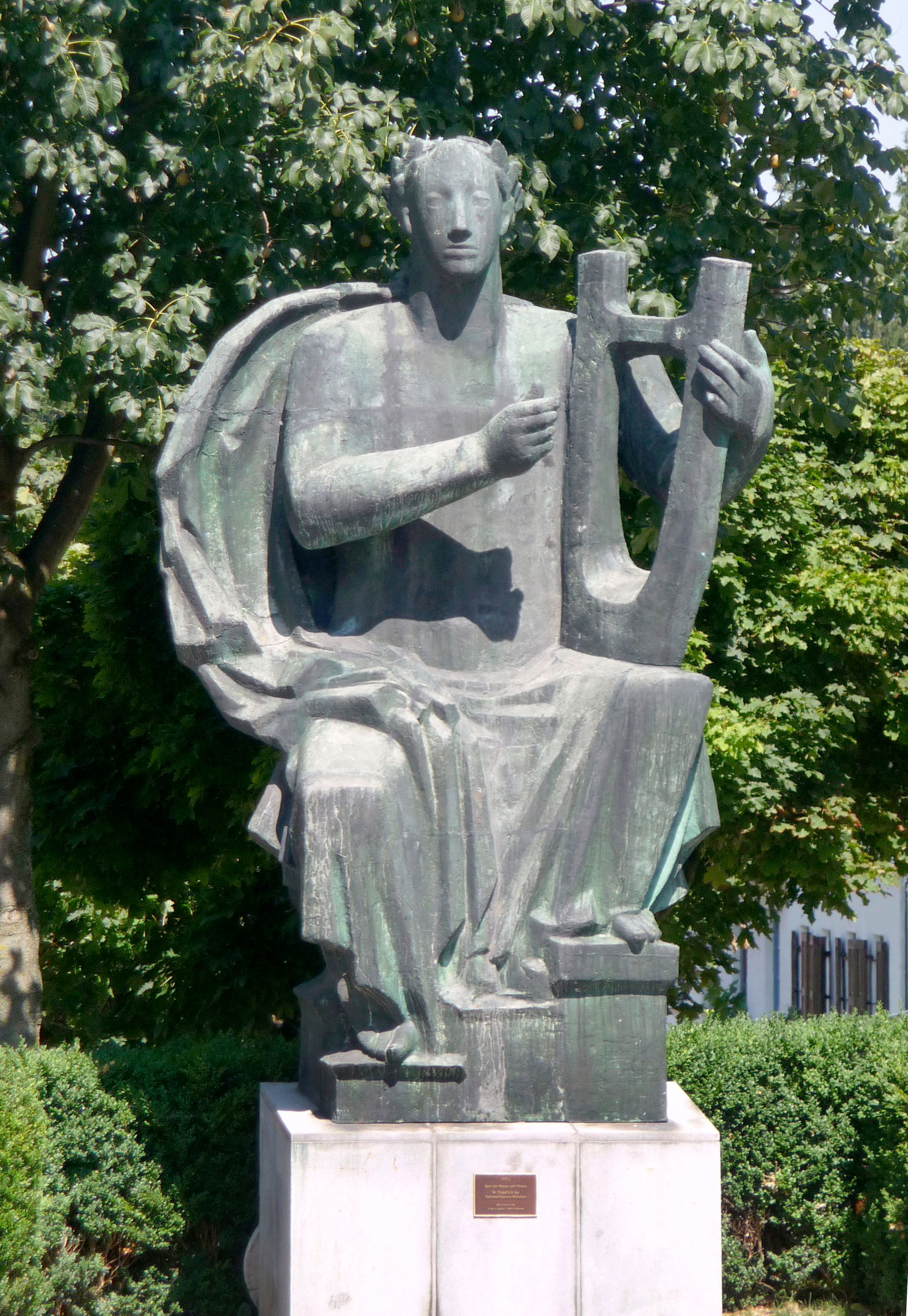
Statue des Apoll von Georg Brenninger in Velden an der Vils nach dem Vorbild der Darstellung im Giebelfeld des Nationaltheaters in München

Der Marktplatz Veldens, eine L-förmige Anlage mit Häusern aus dem 19. Jahrhundert steht unter Ensembleschutz. Das ehemalige Rathaus – die heutige Gemeindebücherei – sowie die alte Schmiede am unteren Markt mit ihren beiden Arkadenbögen sind dabei die architektonisch herausragenden Gebäude. Am Marktplatz sind 20 Bronzeskulpturen aus der Hand des in Velden geborenen Professors Georg Brenninger zu bewundern. Die Pfarrkirche St. Peter wurde um 1450 erbaut und besitzt einen 64 Meter hohen Turm. In einer stillgelegten Güterhalle des ehemaligen und nunmehr denkmalgeschützten Bahnhofs befinden sich auf zwei Stockwerken Ausstellungsräume, in denen regionale und überregionale Künstler ihre Werke zeigen.

## Wirtschaft und Infrastruktur
In Folge einer entsprechenden Bewertung der Wirtschaftskraft des Marktes Velden sind die Schlüsselzuweisungen von 2.093.184 Euro im Jahr 2019 um 8,7 Prozent auf 1.910.364 Euro für das Jahr 2020 zurückgegangen.
| Zuweisungen an | Jahr      | Jahr      | Jahr      | Jahr      | Jahr      | Jahr      |
| Zuweisungen an | 2015      | 2016      | 2017      | 2018      | 2019      | 2020      |
| -------------- | --------- | --------- | --------- | --------- | --------- | --------- |
| Markt Velden   | 1.518.912 | 1.857.440 | 2.123.956 | 2.068.912 | 2.093.184 | 1.910.364 |

### Bauen und Wohnen
| Gemeindeteil  | Wohnbauflächen | Ackerland |
| ------------- | -------------- | --------- |
| Velden        | 270 €/m²       | 16 €/m²   |
| Eberspoint    | 220 €/m²       | 16 €/m²   |
| Obervilslern  | 220 €/m²       | 16 €/m²   |
| Untervilslern | 170 €/m²       | 16 €/m²   |
| Atzmannsdorf  | 150 €/m²       | 16 €/m²   |
| Kleinvelden   | 100 €/m²       | 16 €/m²   |

### Verkehr
Velden liegt an der Bundesstraße 388 zwischen München und Passau. Dem Ort gelang es 1971 als einer der ersten Gemeinden in Bayern, den Durchgangsverkehr auf eine Umgehungsstraße zu verlagern. Die 1994 stillgelegte Bahnstrecke Dorfen–Velden führte von Velden über Taufkirchen nach Dorfen, wo Anschluss an die Bahnstrecke München–Simbach bestand. Nach der Stilllegung wurde die Strecke von den drei Gemeinden zu einem Rad- und Fußweg umgebaut. Velden profitiert vom nahe gelegenen Münchner Flughafen.

## Persönlichkeiten

### Söhne und Töchter des Marktes
- Oda (873–903), Gemahlin des römisch-deutschen Kaisers Arnulf von Kärnten
- Aspert von Velden (891–893), Bischof von Regensburg
- Adam Burghaber (1608–1687), Theologe und Jesuitenpater
- Sebastian Seemiller (1752–1798), katholischer Theologe
- Franz Xaver Barth (1821–1894), Historienmaler und Freskant
- Michael Mayer (1836–1911), geboren in Eberspoint, Reichstags- und Landtagsabgeordneter, Bildhauer
- Georg Brenninger (1909–1988), Bildhauer, Architekt und Hochschullehrer
- Hans Oßner (1941–2006), Bodybuilder und Schauspieler
- Rüdiger Lentz (* 1947), Offizier und Journalist
- Peter Anton Berger (1955–2018), Soziologe und Hochschullehrer
- Gisela Stuart (* 1955), Politikerin, Abgeordnete des britischen Unterhauses
- Martin Huber (* 1960), Politiker
- Rosi Steinberger (* 1960), Agrarwissenschaftlerin und Abgeordnete des bayerischen Landtags
- Michael Sailstorfer (* 1979), Künstler

### Mit Velden verbunden
- Florian Oßner (* 1980), Diplom-Volkswirt, deutscher Politiker (CSU), Mitglied des Deutschen Bundestages
- Nicole Bauer (* 1987), Diplom-Wirtschaftsingenieurin, deutsche Politikerin (FDP), Mitglied des Deutschen Bundestags
- Eva Luginger (* 1988), Sängerin

## Sonstiges
In der Gemeinde gibt es ein reges Vereinsleben mit unterschiedlichen Aktivitäten im gesellschaftlichen, kulturellen und sportlichen Bereich.
In Velden wird im siebenjährlichen Turnus ein Schäfflertanz in der Faschingszeit aufgeführt. Dieser ist dem Münchener Schäfflertanz nachempfunden und wurde erstmals im Jahre 1908 veranstaltet.
In der Gemeinde entstanden einige Szenen der beliebten Fernsehserie Irgendwie und Sowieso von 1986, insbesondere der ersten zwei Folgen.